# Big Money
Big Money var en svensk musikgrupp, aktiv mellan 1989 och 1995. 
Duon bestod av sångaren Magnus "Big" Rongedal (senare känd som ena halvan av Rongedal), och musikern Lars Yngve "VASA" Johansson, tidigare i Nina letar UFO och Pontus & Amerikanerna. 
Duons skivor producerades av Michael B. Tretow. Musiken är melodiös och ofta storslaget producerad synthrock. Den bombastiska ljudbilden påminner om Queen och Trevor Horns produktioner, exempelvis Frankie Goes to Hollywood. Texterna var ofta fyllda med humor och populärkulturella referenser till bland annat skräckfilmer. Till exempel innehåller "Flying Fish" på Lost in Hollywood citat hämtat från filmen Hellraiser II – Hellbound.
Big Money framträdde med låten "Amazing" i samband med Luciarock i SVT 1992.
Gruppen samarbetade med Army of Lovers på några låtar (bland annat singeln "Lit de Parade").

## Diskografi[1]
Alla skivor utom "One Two Three Four" utgivna av Sonet Records.

### Album
- Lost in Hollywood (1992)
- Moonraker (1994)

### Singlar
CDS om inte annat anges.
- "One Two Three Four" (7", Lynx Records, 1989)
- "Rich and Famous" (CDS/7"/12"-remix, 1992)
- "Ruby Slippers" (1992)
- "Amazing" (1992)
- "Why Do I Care" (1993)
- "Million Dollar Mouth" (1994)
- "Give'm A Smile" (1994)
- "Pretentious Brat" (1994)
- "Rich and Infamous" (1994)
- Army of Lovers featuring Big Money: "Lit de Parade" (CDS/CDM 1994)